# Старообрядческие храмы Витебской области

## Древлеправославная Поморская Церковь
| # | Наименование                         | Изображение | Дата строительства | Современный адрес                                                              | Координаты           | Комментарий | Статус    | Карта                       |
| - | ------------------------------------ | ----------- | ------------------ | ------------------------------------------------------------------------------ | -------------------- | ----------- | --------- | --------------------------- |
| 1 | Церковь Успения Пресвятой Богородицы |             | 1920-1921          | Белоруссия, Витебская область, Поставский район, деревня Апидомы               | 55.114429, 26.386307 |             | Действует | Успенская церковь (Апидомы) |
| 2 | Церковь Покрова Пресвятой Богородицы |             | 1997               | Республика Беларусь, Витебская область, город Браслав, улица Дзержинского, 47Б | 55.643803, 27.045855 |             | Действует |                             |
| 3 | Церковь Успения Пресвятой Богородицы |             | 1939               | Республика Беларусь, Витебская область, Браславский район, деревня Буевщина    | 55.590064, 27.235402 |             | Действует |                             |
| 4 | Моленная Богоявления Господня        |             | 1876               | РБ, Витебская обл., Глубокский р-н, д. Ластовичи                               | 55.119434, 27.770456 |             | Действует |                             |

## БеспоповцыПоморского согласия
| # | Наименование                          | Изображение | Дата строительства | Современный адрес                                                   | Координаты           | Комментарий | Статус    | Карта |
| - | ------------------------------------- | ----------- | ------------------ | ------------------------------------------------------------------- | -------------------- | ----------- | --------- | ----- |
| 1 | Моленная Успения Пресвятой Богородицы |             | 1900-2000          | Беларусь, Витебская область, Браславский район, Друя                | 55.789636, 27.450538 |             | Действует |       |
| 2 | Моленная Троицы Живоначальной         |             | 1908-1910          | Республика Беларусь, Витебская область Миорский район, д. Кублищина | 55.5417, 27.53386    |             | Действует |       |

## Русская Древлеправославная Церковь
| # | Наименование                          | Изображение | Дата строительства | Современный адрес                                              | Координаты           | Комментарий | Статус    | Карта |
| - | ------------------------------------- | ----------- | ------------------ | -------------------------------------------------------------- | -------------------- | ----------- | --------- | ----- |
| 1 | Моленная Успения Пресвятой Богородицы |             | 1906               | Беларусь, Витебская область, Шарковщинский район, село Воронка | 55.421178, 27.312205 |             | Действует |       |